# Naous
Naous (né en 1935) est un étalon fondateur du cheval de trait Breton, de robe alezan. Ce chef de race se reproduit durant 14 ans dans la commune de Callac, exerçant une grande influence. Il est statufié en 1954, sur demande de René Pleven. Cette statue est désormais érigée sur la principale place de Callac, constituant un symbole pour ce village.

## Histoire
Naous naît en 1935, le 28 mars, sur la commune de Plusquellec. Sa mère est la jument ardennaise Uvry (importée), son père est l'étalon Breton Bade, lui-même fils de Sablet,. Une croyance fausse veut qu'il soit né en Loire-Atlantique, ce que ne démontrent pas les documents d'archive. 
Il est acheté par l'éleveur Yves Le Page, de Plonévez-du-Faou,. 
En 1938, le Haras national de Lamballe gagne subitement en réputation grâce à Naous, qui vient d'arriver à la station de Callac, après avoir été acheté pour la somme très élevée de 38 000 francs. L'étalon est mis à la reproduction à partir de l'année suivante. Il fait la monte de 1938 à 1953.
Il est alors réformé en raison d'une tumeur incurable à la verge,.

## Description
D'après Bernadette Lizet, Naous est un demi-Ardennais. Sa mère est en effet une jument ardennaise.
Colette Gouvion et Philippe Krümm décrivent Naous comme un étalon à « tête carrée et petites oreilles, dos large, court et musclé, croupe double impressionnante, membres musculeux, canons courts et secs ».
Sa robe est alezan.

## Descendance
D'après Jean Hardé (1958), Naous a « laissé dans la région près de 350 pouliches, peuplant la montagne bretonne : des animaux au front large, l'œil ouvert, les épaules longues, le rein court et les croupes musclées ». Lætitia Bataille estime que l'influence de Naous a eu pour effet d'alourdir la race bretonne.

## Hommages et influence culturelle
Callac s'est vue offrir une statue en bronze de Naous par le ministère de la culture, réalisée à la fin de la vie du cheval. Un  article du Pays d'Argoat daté de 1952 contient une lettre d’André Cornu faisant suite à une demande de René Pleven, adressée aux services des haras, pour une commande destinée à la ville de « Callach ». René Pleven y recommande le sculpteur Georges-Lucien Guyot (1885-1973).
Ce dernier travaille à partir d'une réplique en plâtre grandeur nature. La statue définitive est fondue à Arcueil puis terminé en juin 1954. Elle est inaugurée en 1958, en même temps que la nouvelle station de monte des haras. 
Après la fermeture puis la destruction de la station des haras en 2008, la statue de Naous est déplacée vers la place de la mairie. Cela donne lieu à une fête locale le 13 juillet, un « Fest-Naous ».
Cette statue est très connue des habitants locaux et constitue un symbole pour eux. D'après Gouvion et Krümm, Naous symbolise à la fois la beauté d'un « colosse harmonieux », la race du trait breton qu'il a « parfaitement incarnée », enfin l'intérêt porté au cheval dans la région de Callac, et par extension dans toute la Bretagne.